# Initiative populaire « Halte aux privilèges fiscaux des millionnaires »
L'initiative populaire  « Halte aux privilèges fiscaux des millionnaires », également appelée « abolition des forfaits fiscaux » est une initiative populaire fédérale suisse, rejetée par le peuple et les cantons le 30 novembre 2014.

## Contenu
L'initiative propose de modifier l'article 127 de la Constitution fédérale pour rendre illicite les privilèges fiscaux accordé aux personnes physiques, et en particulier l'imposition d'après la dépense.
Le texte complet de l'initiative peut être consulté sur le site de la Chancellerie fédérale.

## Déroulement

### Contexte historique
L'impôt sur la dépense existe en Suisse depuis le début du XXe siècle (1923 pour le canton de Vaud qui est le canton ayant le plus de bénéficiaires). Il s'adresse uniquement aux étrangers s'établissant en Suisse sans y travailler ; il se calcule en estimant les dépenses des bénéficiaires et est réévalué chaque année.
Au début des années 2010, l'existence de cet impôt a été régulièrement remis en cause, en particulier après qu'il eut été aboli dans le canton de Zurich à la suite d'une initiative cantonale en 2009. Il a ensuite été aboli dans quatre autres cantons (Argovie, Schaffhouse, Bâle-Campagne et Bâle-Campagne) et durci dans cinq autres (Appenzell Rhodes-Intérieures, Berne, Lucerne, Saint-Gall et Thurgovie).
En parallèle à ces mouvements cantonaux, les initiants, portés par La Gauche lancent cette initiative pour supprimer cet impôt au niveau fédéral.

### Récolte des signatures et dépôt de l'initiative
La récolte des 100 000 signatures a débuté le 19 avril 2011. L'initiative a été déposée le 19 octobre 2012 à la chancellerie fédérale qui l'a déclarée valide le 20 novembre de la même année.

### Discussions et recommandations des autorités
Le parlement et le Conseil fédéral recommandent le rejet de cette initiative. Dans son rapport aux chambres fédérales, le Conseil fédéral confirme que l'initiative respecte le principe « d'équité fiscale horizontale » ; à l'inverse, il relève qu'elle ne tient pas compte de l'importance financière qu'ont les forfaits fiscaux pour certains cantons. Il craint également que l'attrait économique de la Suisse ne soit affaibli en cas d'acceptation.
Les recommandations de vote des partis politiques sont les suivantes : 
| Parti politique              | Recommandation |
| ---------------------------- | -------------- |
| Parti bourgeois-démocratique | non            |
| Parti chrétien-social        | non            |
| Parti démocrate-chrétien     | non            |
| Parti évangélique            | oui            |
| Parti socialiste             | oui            |
| Vert'libéraux                | non            |
| Les Libéraux-Radicaux        | non            |
| Union démocratique du centre | non            |
| Les Verts                    | oui            |

### Votation
Soumise à la votation le 30 novembre 2014, l'initiative est refusée par tous les cantons à l'exception de celui de Schaffhouse et par 59,2 % des suffrages exprimés. Le tableau ci-dessous détaille les résultats par cantons :